# Запис за начално зареждане
Запис за начално зареждане, също сектор за начално зареждане (на английски: Master Boot Record, MBR) е предварително зададена област от външната памет на електронноизчислителна машина, от която се извършва началното зареждане на операционна система. Обикновено това е първият сектор от магнитен носител (твърд диск или дискета).

## Общо описание
Терминът се използва за първия сектор на носители на информация (медия), които са разделни на дялове (Partitioned). Характерен предимно за хард дискови устройства, наличен и при USB FLASH драйв устройства. Състои се от изпълнима част и информационна част. Изпълнимата част представлява код/програма която намира активният дял върху устройството, прочита съответстващият му зареждащ сектор (Boot Sector) в паметта и предава управлението на последния. Ако не бъде намерен активен дял процесът на зареждане се прекратява. Ако не бъде намерен зареждащ сектор върху активния дял зареждането отново се прекратява. Главният зареждащ запис се прочита от BIOS веднага след изпълнението на главната процедура по проверка на паметта, дисковете и периферните устройства. Информационната част се състои от идентификатор на диска (сериен номер) и таблица на дяловете. Таблицата на дяловете съдържа четири записа с дялова информация. В края на описаната структура се намира сигнатурата 0xAA55 (в шестнадесетична бройна система), която валидира че това е зареждащ запис/сектор. При грешка в таблицата на дяловете зареждането се преустановява и се изписва съответстващо съобщение на екрана.

## Структура
| Адрес           | Адрес     | Функционалност / Съдържание                                 | Функционалност / Съдържание                                 | Размер (Байтове) |
| шестнадесетично | десетично | Функционалност / Съдържание                                 | Функционалност / Съдържание                                 | Размер (Байтове) |
| --------------- | --------- | ----------------------------------------------------------- | ----------------------------------------------------------- | ---------------- |
| 0x0000          | 0         | Зареждащ код                                                | Зареждащ код                                                | макс. 440        |
| 0x01B8          | 440       | Сериен номер на диска (Използван от Windows 2000 и по-нови) | Сериен номер на диска (Използван от Windows 2000 и по-нови) | 4                |
| 0x01BC          | 444       | Нули (0x0000)                                               | Нули (0x0000)                                               | 2                |
| 0x01BE          | 446       | Запис на дялова инф                                         | Таблица на дяловете                                         | 16               |
| 0x01CE          | 462       | Запис на дялова инф                                         | Таблица на дяловете                                         | 16               |
| 0x01DE          | 478       | Запис на дялова инф                                         | Таблица на дяловете                                         | 16               |
| 0x01EE          | 494       | Запис на дялова инф                                         | Таблица на дяловете                                         | 16               |
| 0x01FE          | 510       | 0x55                                                        | MBR сигнатура (0xAA55)                                      | 2                |
| 0x01FF          | 511       | 0xAA                                                        | MBR сигнатура (0xAA55)                                      | 2                |

Общ размер 512 байта

### MBR Сигнатура
Тази сигнатура представлява магическо число състоящо се от 2 Байта 55hex и AAhex. За Little Endian системи това се интерпретира като 16-битово число AA55hex

## Позиция

### Позиция върху устройството
цилиндър: 0; глава: 0; сектор: 1; (CHS: 0/0/1).

### Позиция на зареждане в паметта
0000:7C00

## Прочитане

### Код за прочитане (Асемблер,x86)
```
mov ah,0x02 ; Функция за четене
mov al,0x01 ; Брой сектори за прочитане
mov bx,0x0000 ; Относителен адрес на буфера за четене
mov cx,0x0001 ; Начална позиция за четене (сектор, цилиндър)
mov dh,0x00 ; Номер на главата
mov dl,0x80 ; Номер на устройството/диска
int 0x13 ; Прекъсване за четене
ret            ; Връщане на управлението

```

Съдържанието на MBR ще бъде прочетено в паметта на адрес es:0000

#### Команда за прочитане подLinux
```
dd if=/dev/hdX of=DEST bs=512 count=1
```

където: „X“ = a,b,c,d; „DEST“ = пътя и име на файл в който да се прочете
Пример:
```
dd if=/dev/hda of=/hda-mbr.img bs=512 count=1
```

При изпълнение на горната команда в главната директория ще бъде създаден файл с име hda-mbr.img, размер 512 байта, който е идентично копие на съдържанието на MBR на първия диск (ide0/channel0). Този файл може да бъде редактиран или изучен с подходящ шестнадесетичен редактор.

## Съобщения от MBR за грешки при зареждане
- „Invalid partition table“ – Невалидна таблица на дяловете
- „Error loading operating system“ – Грешка при зареждане на операционната система
- „Missing operating system“ – Липсваща операционна система

## Поправяне на MBR
Под Windows XP е възможно да поправите MBR чрез DOS командата fixmbr. По този начин може да се елиминират някои boot вируси или да се възстанови оригиналният boot сектор вследствие на инсталиран друг сектор за начално зареждане, който не работи (например GRUB, lilo). За да използвате тази команда може да заредите Windows XP чрез неговото CD и да изберете R за поправяне на системата.
Под Windows Vista командата за възстановяване на MBR e bootrec /FixMbr.